# 潘功勝
潘功胜（1963年7月8日—），中华人民共和国政治人物，安徽安庆人。1993年5月加入民盟，1999年4月加入中国共产党，中国人民大学经济学博士，研究员。剑桥大学博士后学者及哈佛大学高级研究员。
现任中国人民银行党委书记、行长。是中共第十九届中央候补委员。

## 生平
潘功勝1980年考入浙江冶金经济专科学校财务会计专业，1983年7月毕业，留校任教于经济系。1987年，他考入中国人民大学，攻读硕士研究生。1990年，他在中国人民大学劳动人事学院劳动经济学专业获硕士学位，导师为赵履宽，第二导师为杨体仁，学位论文题目为《劳动市场制度国际比较》。之后，他在中国人民大学经济学院外国经济思想史专业攻读博士学位，导师为李宗正，1993年获博士学位，学位论文为《劳动力市场论--理论述评、制度比较及对中国劳动力配置市场化的思考》。
1993年9月进入中国工商银行总行工作，历任住房信贷部副处长，计划财务部处长，人力资源部副总经理、组织部副部长。期间，他1997-98年在剑桥大学政治与经济学系、商学院博士后任访问学者。2003年6月，外放任中国工商银行深圳市分行副行长。2004年6月，调回总行，历任计划财务部总经理、股份制改革办公室主任，董事会秘书、股份制改革办公室主任、董事会办公室主任，董事会秘书兼战略管理与投资关系部总经理。
2008年4月，转任中国农业银行党委委员、副行长，次年1月任中国农业银行股份有限公司党委委员、副行长。2010年4月，任中国农业银行股份有限公司党委委员、执行董事、副行长。
2012年6月，调任中国人民银行党委委员、副行长。他在成为副行长之前在中国工商银行（601398.SS）和中国农业银行（601288.SS）的重组和上市中发挥了关键作用，并在副行长任上因打击资本外流而崭露头角。他对货币投机者采取了强硬立场，并参与了国家银行业改革、收紧房地产市场、金融科技监管以及禁止加密货币。。
2015年12月，兼任国家外汇管理局局长、党组书记。2017年10月，中国共产党第十九次全国代表大会上当选中国共产党第十九届中央委员会候补委员。
2023年5月底，潘功胜在一次讲话中谈到预防和化解金融风险是“永恒的主题”，呼吁在“复杂多变的外部环境”下加强监管机构之间的协调。
2023年7月，升任中国人民银行党委书记。同月25日，升任中国人民银行行长。分析称这是在2023年过去6个月人民币贬值超过6%的情形下，中国政府对资本外流的担忧所导致的，潘功胜对风险的厌恶表明他很可能会谨慎对待过度宽松的货币政策，新的机构结构减弱了潘功胜可能像他的两位前任一样亲市场改革的预期；一名匿名前央行研究员表示，潘功胜是务实的，比易纲在执行政策计划方面更加坚定，他尊重市场，但不教条主义，认为市场力量在中国经济中需要发挥更大作用。
2023年11月，不再兼任国家外汇管理局党委书记、局长。